# فريدي هرنانديز (منافس ألعاب قوى)
فريدي هرنانديز (بالإسبانية: Fredy Hernández) هو منافس ألعاب قوى كولومبي، ولد في 25 أبريل 1978.

## وصلات خارجية
- فريدي هرنانديز على موقع الاتحاد الدولي لألعاب القوى (الإنجليزية)
- فريدي هرنانديز على موقع أوليمبيديا (الإنجليزية)